# Pwd
pwd هو أمر من أوامر لينكس، ويوجد أيضا في شبيهات يونكس وبعض أنظمة التشغيل الأخرى، ويستخدم لعرض المسار أو المكان الذي أنت فيه الآن. وطريقة استخدامه عبر كتابة الأمر منفردا كما هوا.

## الاستخدام
الخيارات -PL
user@localhost:~> pwd -P

تخطي كل الروابط أو ماتسمى ب symbolic links أو symlinks
على سبيل المثال إذا دخلنا لمسار /bin والمسار هذا عبارة عن رابط لهذا /usr/bin
user@localhost:~> cd /bin

user@localhost:~> pwd -P

/usr/bin
user@localhost:~> pwd -L

طباعة المسار الفعلي
user@localhost:~> cd /bin

user@localhost:~> pwd -L

/bin
إذا لم تقم باختيار أحد الخيارين فسيكون الاختيار الافتراضي -L بالنسبة للباش شيل والخيار الافتراضي ل /bin/pwd هو -P